# Shahabad (Gulbarga)
Shahabad is een dorp in het district Gulbarga van de Indiase staat Karnataka. 

## Demografie
Volgens de Indiase volkstelling van 2001 wonen er 50.587 mensen in Shahabad, waarvan 51% mannelijk en 49% vrouwelijk is. De plaats heeft een alfabetiseringsgraad van 57%. 